# Lac-Delage
Lac-Delage est une ville du Québec (Canada), située dans la municipalité régionale de comté de La Jacques-Cartier, dans la région administrative de la Capitale-Nationale.
Cette petite municipalité possédant exceptionnellement le statut de ville est établie autour du lac Delage. Elle est un endroit recherché de villégiature et de plein-air. Le Manoir du Lac Delage, construit au cours de l'hiver 1963-1964, est le principal moteur de l'économie locale.

## Histoire

### Lieu de passage et de villégiature
Aux débuts de la Nouvelle-France, la traite des fourrures nécessite la traversée des Laurentides pour établir un lien avec le poste de traite de Métabetchouan. Les Jésuites utiliseront le maître-sentier des Innus-Montagnais, un chemin ancestral d'eau et de portage qui conduit jusqu'au lac Saint-Jean. En été, cet itinéraire passe au sud du lac Delage, soit par le lac Saint-Charles et puis par la rivière des Hurons. En hiver cependant, le sentier emprunte une voie terrestre qui rejoint le lac et le longe (avenue du Lac-Saint-Charles puis le chemin du Curé) avant de continuer vers le nord. Avec l'établissement du régime seigneurial de la Nouvelle-France, le lac est inclus dans la seigneurie Saint-Ignace. Cela dit, aucun colon n'habite ce territoire situé encore bien loin de la cité de Québec.

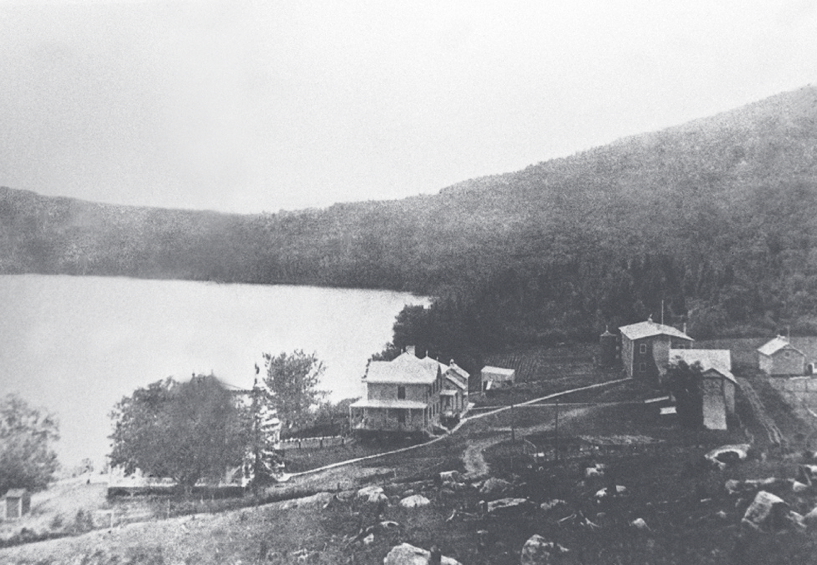
Rockland Farm, le domaine de la famille Gails, au bord du lac Larron, au début du XXe siècle

Le lac, baptisé à l'époque « Lac Larron », est annexé au canton de Stoneham lors de sa création en 1790. Le lac est fréquenté occasionnellement au XIXe siècle, notamment par la bourgeoisie anglophone et Cornelius Krieghoff qui vient y peindre. La famille Gails achète les terres environnantes vers 1900 et établit la Rockland Farm au nord-est du lac Larron, un petit domaine avec une résidence d'été. En 1939, la famille Webster, nouveaux propriétaires, entreprend plusieurs améliorations au domaine et y organise une ferme d’élevage. Dans les années 1940, on procède à l'électrification, on y aménage une pente de ski et on construit un lien routier avec le chemin
de la Grande-Ligne. Dans les années 1950, le lac Larron attire l'attention de certains promoteurs de la région de Québec pour son potentiel récréo-touristique. C'est l'entreprise « Les Immeubles des Monts » (ou Delrano) qui en fera l'acquisition.

### Création de la municipalité
Le 11 février 1959, l'Assemblée législative du Québec sanctionne la « Loi constituant en corporation la ville
du Lac Delage » qui accepte la pétition de l'entreprise qui désire y fonder une ville. La création de cette nouvelle municipalité se fait en morcelant les territoires de la municipalité de Lac-Saint-Charles et des cantons unis de Stoneham-et-Tewkesbury, lesquels Lac-Delage devra indemniser au bas coût de 1700$. Par ailleurs, la création de l'entité met fin à l'utilisation de l'ancien toponyme du lac Larron dans l'objectif de rendre hommage au sénateur et député Cyrille Fraser Delâge, décédé deux ans auparavant.

## Géographie
Le lac Delage se déverse dans le lac Saint-Charles au sud de la municipalité et la rivière des Hurons, un tributaire de ce lac, touche sa limite sud.

## Démographie
| 1966 | 1971 | 1981 | 1986 | 1991 | 1996 |
| ---- | ---- | ---- | ---- | ---- | ---- |
| 14   | 60   | 259  | 290  | 338  | 368  |

| 2001 | 2006 | 2011 | 2016 | 2021 | - |
| ---- | ---- | ---- | ---- | ---- | - |
| 447  | 530  | 598  | 638  | 771  | - |

## Administration
Les élections municipales se font en bloc pour le maire et les six conseillers.
| Lac-Delage Maires depuis 2003                                                                                        |                        |         |          |
| Élection | Maire                  | Qualité | Résultat |
| 2003 | Jean-François Lapointe |         | Voir     |
| 2005 | Réal Privé             |         | Voir     |
| 2006 | Marc Boiteau           |         | Voir     |
| 2009 | Marc Boiteau           | Voir    |          |
| 2013 | Dominique Payette      |         | Voir     |
| 2017 | Guy Rochette           |         | Voir     |
| 2021 | Guy Rochette           | Voir    |          |
| Élection partielle en italique Depuis 2005, les élections sont simultanées dans toutes les municipalités québécoises |                        |         |          |

## Urbanisme
Le premier plan d'urbanisme est original. Il prévoit cinq quartiers d'une centaine de maisons de style chalet européen regroupées autour d’une auberge. De plus, l'entreprise propriétaire louerait des maisons au lieu de les vendre. Les développements immobiliers qui suivront seront teintés de la même singularité que le plan d'urbanisme initial : chalets de montagne, maisons bifamiliales, architecture dite « néo-Nouvelle-France », etc. La première auberge centrale, le Manoir du Lac Delage, est érigée en 1963 et 1964. Cependant, cette formule est abandonnée en 1970. Le développement immobilier ralenti significativement dans les années 1980. À partir de 1990, la partie ouest du lac est développée. Dans une optique totalement différente de la thématique de la partie nord-est initiale, les lots sont de différentes dimensions et l'architecture est plus libre. Cette seconde phase comporte donc des lotissements de faible densité abondamment boisés et destinés à une clientèle plus aisée.

## Attraits
- Manoir du Lac Delage, un établissement hôtelier.
- Popcycle47, un événement annuel de fatbike.
- XTerra, un événement annuel de vélo de montagne.
- Journée Démos, un événement gratuit d'essais de vélos.
- Empire 47, centre de vélo de montagne